# Quark đỉnh
Quark đỉnh thuộc gia đình fermion, nhóm quark, thế hệ thứ 3. Lý thuyết của hạt được đưa ra vào năm 1973 bởi Makoto Kobayashi và Toshihide Maskawa, đến năm 1995 được thực nghiệm bởi sự hơp tác của CDF và D∅.